# Emilio Butragueño
Emilio Butragueño Santos (Madrid, 1963. július 22. –) spanyol válogatott labdarúgó, ismert beceneve El Buitre azaz A keselyű. Pályafutását szinte teljes egészében a Real Madridnál töltötte.

## Pályafutása
Már gyerekkorában is a Real Madrid kölyökcsapataiban játszott. A klub fiókcsapatát, a Castillát is megjárta, de hamar az első csapat felnőtt keretéhez került: 1983-tól 1995-ig volt tagja a keretnek. 1984-ben mutatkozott be a spanyol élvonalban. A Cádiz CF elleni mérkőzésen küldte pályára az edző, Alfredo Di Stéfano, és rögtön két gólt szerzett.

## Sikerei, díjai
- 6-szoros bajnok (1986, 1987, 1988, 1989, 1990, 1995)
- 2-szeres spanyolkupa-győztes (1989, 1993)
- 3-szoros spanyol szuperkupa-győztes (1988, 1990, 1993)
- 1-szeres spanyol ligakupa-győztes (1985)
- 2-szeres UEFA-kupa-győztes (1985, 1986)
- 1-szeres spanyol gólkirály (19 góllal – 1991)

A spanyol válogatottban 1984 és 1992 között 69 mérkőzésen 26 gólt szerzett.